# Ronald Laing
Ronald David Laing (Glasgow, 7 oktober 1927 – Saint-Tropez, 23 augustus 1989) was een uit Schotland afkomstige Britse psychiater, die uitgebreid over psychiatrische aandoeningen schreef – in het bijzonder over de psychotische ervaring. Laings visie op de oorzaken en behandeling van ernstige psychiatrische stoornissen was sterk beïnvloed door de existentiële filosofie en ging dwars in tegen de psychiatrische orthodoxie van die tijd, doordat hij de geuite gevoelens van de individuele patiënt of cliënt meer beschouwde als steekhoudende beschrijvingen van een doorgemaakte ervaring, dan gewoonweg als symptomen van een of andere onafhankelijke of onderliggende stoornis. Hij werd vaak in verband gebracht met de antipsychiatrie-beweging, maar verwierp zelf dat etiket als zodanig, net zoals bepaalde critici van de conventionele psychiatrie van die tijd dat ook deden.

## Jeugd
Laing werd geboren in het district Govanhill in Glasgow, als zoon van de ingenieur David Park MacNair Laing en Amelia Glen Laing (geboren Kirkwood). Hij kreeg onderwijs op de Hutchesons' Grammar School, en studeerde vervolgens medicijnen aan de Universiteit van Glasgow. In 1950 zakte Laing voor de eerste keer voor zijn examens, maar slaagde voor het daaropvolgende herexamen.

## Loopbaan
Laing had last van astma en vervulde daarom zijn dienstplicht bij het Royal Army Medical Corps, waar hij zijn belangstelling ontdekte voor het omgaan met geestelijk overspannen mensen. In 1953 verliet Laing het Britse Leger en ging hij werken in het Koninklijke Gartnavel-ziekenhuis in Glasgow. Gedurende die periode nam hij ook deel aan een op het existentialisme georiënteerde discussiegroep in Glasgow, georganiseerd door Karl Abenheimer en Joe Schorstein. In 1956 ging Laing met een studiebeurs voor een opleiding naar het Tavistock-instituut in Londen, dat alom bekend was als een centrum voor psychotherapeutisch studie en praktijk (vooral psychoanalyse). In die periode had hij nauwe contacten met John Bowlby, D.W. Winnicott en Charles Rycroft. Tot 1964 bleef hij verbonden aan het Tavistock-instituut.
In 1965 richtte Laing samen met een groep collega’s de Philadelphia Association op. Ze begonnen een psychiatrisch leefgemeenschapsproject in Kingsley Hall, waar patiënten en therapeuten samenwoonden. De Noorse schrijver Axel Jensen sloot een nauwe vriendschap met hem en Laing bezocht Jensen vaak aan boord van diens boot, de Shanti Devi, in Stockholm.
Geïnspireerd door het werk van de Amerikaanse psychotherapeute Elisabeth Fehr, begon Laing met het ontwikkelen van een team dat 'rebirthing workshops' aanbood, waarbij een persoon werd aangewezen die bereid was om het gevecht om het geboortekanaal te verlaten te herbeleven, dat werd uitgebeeld door de overige leden van de groep, die dan om hem/haar heen zaten.

## Laing en de antipsychiatrie
Laing wordt beschouwd als een belangrijke figuur in de antipsychiatrie-beweging, samen met David Cooper, hoewel hij nooit het belang van het behandelen van de psychiatrische stoornis ontkende. Hij wilde de kerngedachten ter discussie stellen van een psychiatrie, die een geestesziekte primair als een biologisch verschijnsel beschouwde, zonder enige maatschappelijke, intellectuele of politieke betekenis.
Laing had kritiek op de psychiatrische diagnose, waarbij hij betoogde dat de diagnose van een psychische stoornis in tegenspraak was met de gangbare medische procedure; een diagnose werd gesteld op basis van gedrag of optreden, en onderzoek en aanvullende testen, die traditioneel voorafgingen aan de diagnose van zichtbare aandoeningen, zoals botbreuken of een longontsteking, vonden pas plaats na het stellen van de diagnose psychiatrische aandoening (als het al gebeurde). Volgens Laing was de psychiatrie dus gebaseerd op een onjuiste theorie, namelijk dat de ziekte werd gediagnosticeerd op grond van gedrag en toch biologisch behandeld werd.
Het feit dat artsen psychiatrische aandoeningen hadden geannexeerd, wilde niet zeggen dat ze geneeskunde beoefenden; vandaar dat de populaire uitspraak “het medische model van de psychiatrische stoornis” wordt gevormd door twee tegenstrijdige begrippen, omdat volgens Laing het diagnosticeren van een psychiatrische aandoening niet het traditionele model volgt. Het idee dat biologische psychiatrie een echte wetenschap of een echte zijtak van de geneeskunde is, is eveneens door andere critici ter discussie gesteld.

## Persoonlijk leven
Laings persoonlijke leven kan worden gezien als een extreem voorbeeld van hoe elke generatie van een familie gevolgen heeft voor een volgende. Zijn ouders leidden een leven van een extreme ontkenning, waarbij ze een bizar gedrag ten toon spreidden. Zijn vader David, een elektrotechnisch ingenieur, schijnt vaak slaags te zijn geraakt met zijn eigen broer, en had toen Laing een tiener was een zenuwinzinking gehad. Zijn moeder Amelia wordt beschreven als “psychisch nog merkwaardiger.” Volgens een vriend en buurman, “wist iedereen in de straat dat ze gek was.”
Laing werd gekweld door zijn eigen persoonlijke problemen. Hij had last van een periodiek terugkerend alcoholisme en van depressies, volgens zijn zelfdiagnose in zijn interview voor de BBC-radio in 1983 door Dr. Anthony Clare, hoewel er wordt verteld dat hij in de jaren voor zijn dood van beide kwalen vrij was. Hij overleed op de leeftijd van 61 jaar aan een hartaanval, terwijl hij aan het tennissen was met zijn collega en goede vriend Robert W. Firestone.
Laing verwekte zes zonen en vier dochters bij vier vrouwen. Zijn zoon Adrian vertelde in 2008: "Het was ironisch dat mijn vader bekend is geworden als een gezinspsychiater, terwijl hij zich intussen op geen enkele manier met zijn eigen gezin bemoeide."
Adam, zijn oudste zoon uit zijn eerste huwelijk, werd in mei 2008 dood aangetroffen in een tent op een eiland in de Middellandse Zee, ten gevolge van wat mogelijk een 'suïcidale zuippartij' is geweest, nadat zijn langdurige relatie met zijn vriendin Janina op de klippen was gelopen. Hij stierf aan een hartaanval op de leeftijd van 41 jaar.
Zijn dochter Susan stierf in maart 1976, 21 jaar oud, aan leukemie.

## Werken

### Over de psychiatrische aandoening
Laing betoogde dat het vreemde en ogenschijnlijk verwarde spreken van mensen, die een psychotische periode doormaakten, uiteindelijk begrijpelijk waren als een poging om zorgen problemen te uiten, vaak in situaties waarin dat niet mogelijk of verboden was. Laing benadrukte de rol van de maatschappij, en in het bijzonder van het gezin, bij het ontstaan van "waanzin" (zijn term). Hij liet zien dat individuen vaak in situaties terecht kunnen komen, waarin zij niet in staat zijn om te voldoen aan de tegenstrijdige verwachtingen van hun naasten, wat dan tot een "verlies-verlies-situatie" leidt en een enorme psychische stress voor de betrokkenen. (In Palo Alto, formuleerden Gregory Bateson en zijn collegae Paul Watzlawick, Donald Jackson, en Jay Haley in 1956 een soortgelijke theorie over schizofrenie, dat volgens hen zou voortkomen uit dubbele-binding-situaties, waarbij iemand verschillende of tegenstrijdige boodschappen krijgt.) De waargenomen symptomen van schizofrenie waren dus een uiting van zijn noodsituatie en zouden gezien moeten worden als een catharsis en een transformerende ervaring.
De psychiater en filosoof Karl Jaspers had al eerder uitgesproken, in zijn boek Algemene Psychopathologie (1913), dat veel van de symptomen van een psychiatrische ziekte (en vooral bij wanen) "onbegrijpelijk" waren en daarom eigenlijk niet de moeite waard waren, behalve als teken van een of andere onderliggende aandoening. Laing zag psychopathologie niet als iets dat in biologische of psychische organen aanwezig was – waarbij de omgeving wordt teruggebracht tot iets wat op zijn hoogst slechts een bijkomende rol speelt als rechtstreekse aanleiding voor het ontstaan van de ziekte (het kwetsbaarheid-stressmodel voor de aard een oorzaken van psychopathologie) – maar eerder in de maatschappelijke voedingsbodem, de stedelijke omgeving, die dat cultiveert, wat dus juist de smeltkroes vormt waarin de individuen gesmeed worden. Deze herbezinning over de lokalisatie van het ziekteproces – en dus een verschuiving van de behandeling – stond in een sterk contrast met de psychiatrische orthodoxie (in de ruimste betekenis hebben wijzelf, zowel een psychisch subject als pathologisch zelf). Laing was revolutionair in zijn naar waarde schatten van psychotisch gedrag en taal, als een deugdelijke uiting van nood, zij het gehuld in een raadselachtig taalgebruik met een eigen symboliek, die alleen binnen hun eigen situatie betekenis heeft. Volgens Laing zou de therapeut, als hij of zij de patiënt beter zou kunnen begrijpen, kunnen beginnen om de betekenis te zien van de symboliek van de psychose van de patiënt, en daardoor achter de zorgen kunnen komen die de bron vormen van de existentiële nood.
Laing breidde het idee van de "dubbele binding", een hypothese die verkondigd was door Bateson en andere antropologen, uit en kwam met een nieuwe visie om de uiterst complexe situatie te beschrijven die zich ontvouwt in het proces van "waanzinnig worden" – een "onlosmakelijke knoop". Laing vergeleek dat met een situatie waarin je rechterhand wel en je linkerhand niet kan bestaan. In die onhoudbare situatie moet er iets opgeofferd worden, en vaker dan niet, geeft dat iets een psychische stabiliteit; er is een zelfdestructieve reeks in gang gezet.
Laing heeft nooit het bestaan van een psychiatrische ziekte ontkend, maar zag die in een radicaal ander licht dan zijn tijdgenoten. Voor Laing kon een psychiatrische ziekte een transformerende periode zijn, waarbij het proces van het ondergaan van psychische nood werd vergeleken met een sjamanistische reis. De reiziger kon terugkeren van de reis met (zogenaamd) belangrijke inzichten, en dan (vanuit het standpunt van Laing en zijn aanhangers) als resultaat een wijzer en stabielere persoon zijn geworden. Dat strookte met de kritiek van de zogenaamde dubieuze geldigheid van 'waardeoordelen' die in de Westerse maatschappij de overhand had, en gebruikelijk was onder de academici van de jaren zestig en jaren zeventig (bijvoorbeeld in de ideeën van Michel Foucault).

### Bestaansonzekerheid, gezinsbanden en de dubbele binding
In Het verdeelde zelf (1960), zette Laing de ervaring van de 'bestaansonzekere' persoon tegenover die van de persoon, die "niet zeker is van de werkelijkheid, aanwezigheid, autonomie en identiteit van zichzelf en anderen" en die derhalve strategieën bedenkt om te voorkomen dat "hij zichzelf kwijtraakt". Laing legt uit dat wij allemaal in de wereld bestaan als wezens, die gedefinieerd worden door anderen, die een beeld van ons in hun hoofd hebben, net zoals wij een beeld van hen in ons hoofd hebben. In latere geschriften spit hij dat uit tot een dieper niveau, waarbij hij breedvoerig ontcijfert hoe 'A weet dat B weet dat A weet dat B weet…'! Onze gevoelens en drijfveren ontlenen heel veel aan die toestand van 'zijn in de wereld', in de betekenis van er zijn voor anderen, die er voor ons zijn. Zonder dat lijden wij aan 'bestaansonzekerheid', een toestand die door mensen, die duidelijk nog fysiek levend zijn, vaak wordt uitgedrukt in termen van 'dood zijn'.
In Het zelf en de anderen (1961), verschuift Laings definitie van normaliteit enigszins.
In Sanity, Madness and the Family (1964), brengen Laing en Esterton verslag uit van verschillende gezinnen, waarbij ze analyseren hoe de gezinsleden elkaar zien en wat zij in feite aan elkaar meedelen. De verrassende manier waarop, in het belang van het gezin, leugens gehandhaafd worden, klinkt aannemelijk voor veel lezers uit 'normale' gezinnen, en Laings idee is dat in een aantal gevallen die leugens zo hardnekkig in stand worden gehouden, om het voor een kwetsbaar kind onmogelijk te maken om te kunnen bepalen wat echt waar is, laat staan wat van zijn eigen situatie waar is.
Hij gebruikt de term 'gezinsverband' (family nexus) om de consensus binnen het gezin te beschrijven, maar vanaf dat punt lijkt veel van wat hij schrijft ambivalent, zoals Andrew Collier heeft aangetoond in The Philosophy and Politics of Psychotherapy (met een bijdrage van Laing, 1977). Een lijn van Laings denken, die terug te leiden is naar Marx en Sartre, beschuldigt de maatschappij ervan dat ze de mensheid tegen haar wil ketent en het individu zijn vrijheid ontneemt. Overgelaten aan hun eigen neigingen, zijn mensen gezond, en mensen met een zogenaamde geestesziekte zijn alleen maar bezig met het proberen om hun weg terug te vinden naar hun oorspronkelijke toestand. Dat was de basis voor zijn benadering van de psychotherapie, zoals in het geval van zijn meest beroemde 'patiënte' Mary Barnes. Een typerend idee van zijn werk is de volgende uitspraak uit zijn boek De Strategie van de Ervaring, "wij richten elkaar heel effectief te gronde door geweld dat door moet gaan voor liefde."
Een paradox die voortkomt uit Laings interpretaties is, dat juist de behoefte aan bestaanszekerheid – die Laing in zijn eerste boek behandelde – de drijvende kracht is die maatschappijen opbouwt. Laing karakteriseerde het gezinsverband als een geheel waardoor kinderen vaak in een dubbele binding terechtkomen, omdat zij niet in staat zijn om te gehoorzamen aan tegenstrijdige opdrachten van gezinsleden, maar hij geeft die gezinsleden daar niet de schuld van. De gezinsleden zijn zich er doorgaans niet van bewust dat zij dat soort dingen doen, en zijn binnen die situatie net zo in verwarring als de kinderen. Het voorwoord bij de tweede editie van Sanity, Madness and the Family (Ned. Vertaling: Gezin en Waanzin) biedt een beknopt overzicht van dat onderwerp.

## Invloed
Laings ideeën worden tegenwoordig over het algemeen door de psychiatrische gevestigde orde niet meer omhelsd. Er zijn belangrijke kritieken van zijn ideeën gepubliceerd door contemporaine psychiatrische autoriteiten. Een duidelijk ontbreken van resultaten van de programma’s van 'zorg in leefgemeenschappen' voor patiënten van de geestelijke gezondheidszorg in Engeland, en de afwezigheid van een duidelijk bewijs dat patiënten echt geholpen kunnen worden, of dat hun leven duidelijk aan kwaliteit wint, door middel van Langiaanse therapieën, (met name zonder gebruik te maken van medicatie), heeft verhinderd dat ze aanvaard werden.
In 1965 was Laing een van de oprichters van Engelse charitatieve instelling, de Philadelphia Association, waar hij ook voorzitter van was. Zijn werk is van invloed geweest op de tamelijk uitgebreide beweging van therapeutische gemeenschappen, die in een minder “confronterende” (vanuit een Laingiaans oogpunt) psychiatrische omgeving te werk gingen. Andere organisaties, die in de Langiaanse traditie in het leven zijn geroepen, zijn de Arbours Association en de Nieuwe School voor Psychotherapie en Counselling in Londen.